# Synaldis babiyana
Synaldis babiyana är en stekelart som beskrevs av Fischer 1973. Synaldis babiyana ingår i släktet Synaldis och familjen bracksteklar. Inga underarter finns listade i Catalogue of Life.